# František Fadrhonc
František Vojtĕch Fadrhonc (Nymburk, 18 dicembre 1914 – Nicosia, 9 ottobre 1981) è stato un allenatore di calcio cecoslovacco.

## Palmarès

### Club

#### Competizioni nazionali
- Campionato olandese: 2

Willem II: 1951-1952, 1954-1955